# Flens (verbinding)

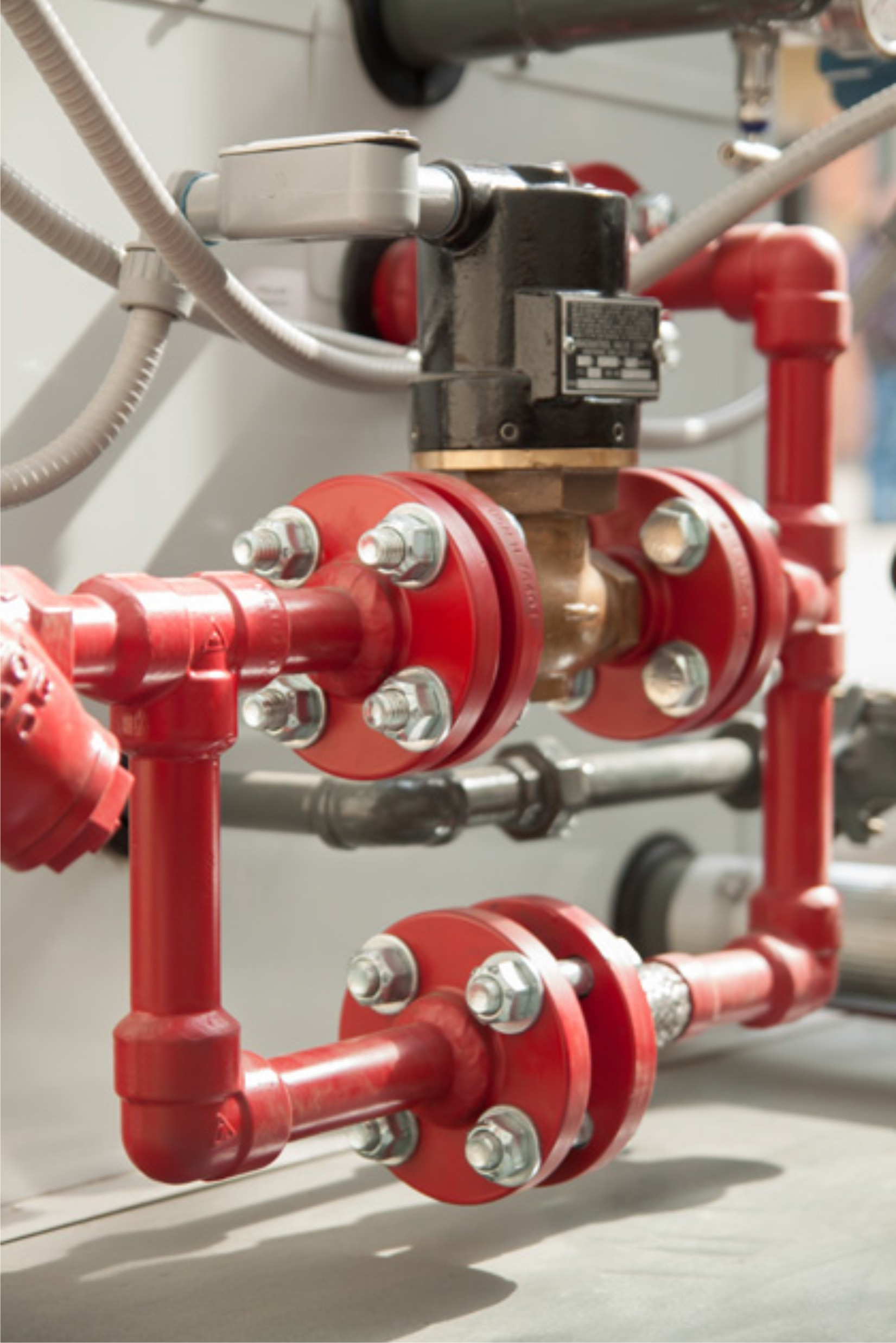
Flensverbindingen

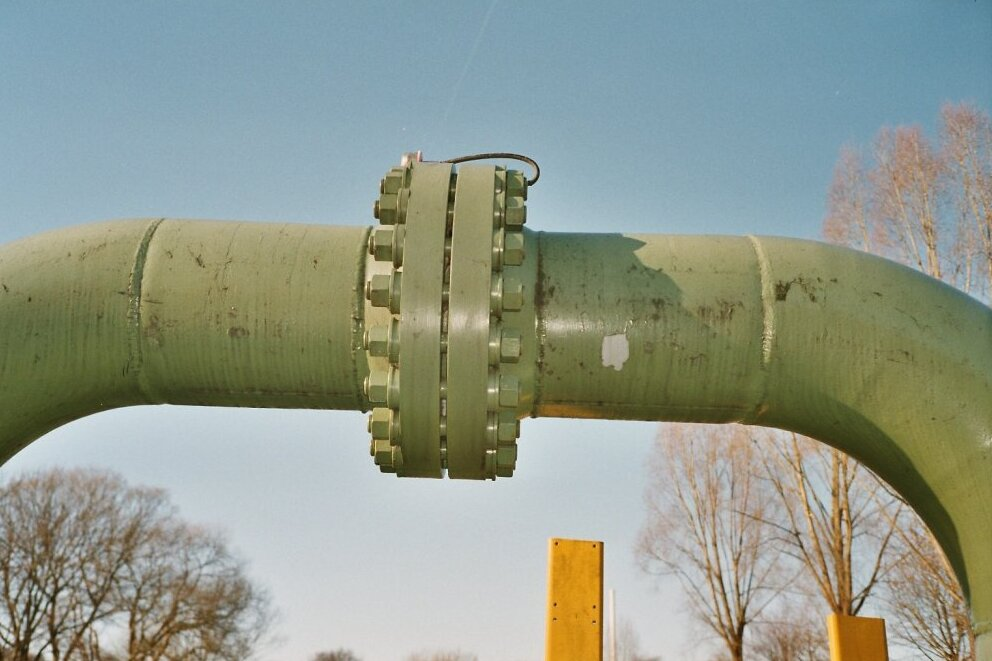
Een flensverbinding in een (hogedruk)gasleiding

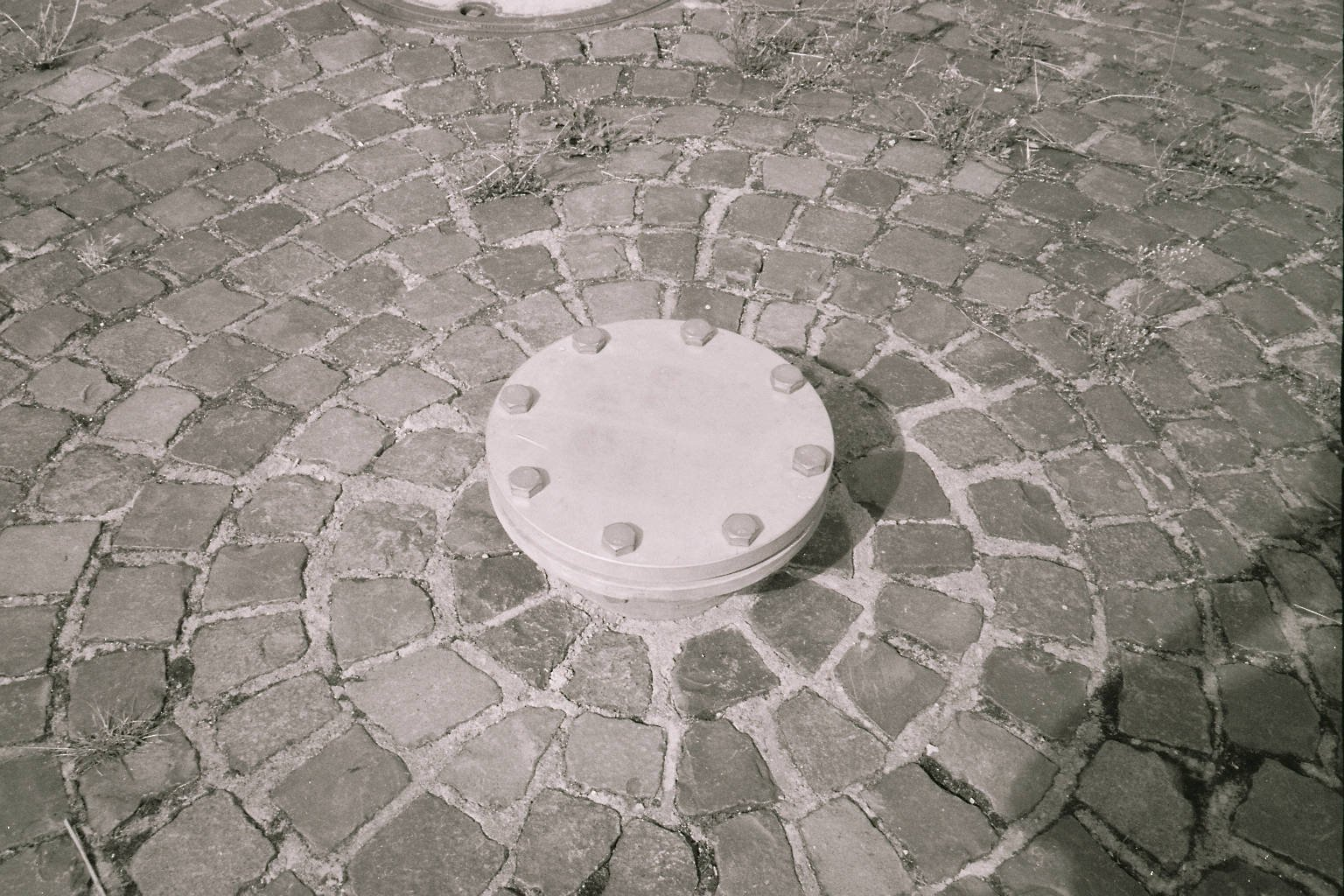
Een blindflens

Een flens is een platte ring aan het uiteinde van een buis. 

## Omschrijving
Twee buizen kunnen met flenzen aan elkaar gemonteerd worden door middel van bouten en moeren, voor dit doel zijn de flenzen voorzien van gaten. Het aantal boutgaten en de dikte van de flens is, naast de diameter van de buis, afhankelijk van de vloeistof- of gasdruk in de buis. Ook apparaten, afsluiters, enz. die tussen pijpleidingen worden aangesloten zijn dikwijls van flenzen voorzien. Op de aansluitende pijpleidingen moeten dan eveneens flenzen zijn aangebracht, waardoor een goed-losneembare verbinding ontstaat. Tussen de flenzen, die met moerbouten tegen elkaar worden getrokken, wordt doorgaans een afdichting geplaatst om de verbinding gas- en/of vloeistofdicht te maken. De dichtingsvlakken zijn vaak van pakkinggroeven voorzien, waardoor een betere afdichting ontstaat.

### Demontage
Doordat de metalen pijpdelen nogal stug zijn staat er vaak (veel) spanning op de flens. Voor het vonkvrij demonteren wordt er in de petro-chemie een wig van berylliumkoper tussen de pijpcontacten geslagen, zodat er werkruimte ontstaat en de verbinding kan worden losgenomen.

## Types
Flenzen kunnen op verschillende manieren aan de pijp zijn aangebracht, men onderscheidt: vaste flenzen, deze zijn doorgaans met een lasverbinding bevestigd; losse flenzen zijn over de pijp geschoven, het pijpeinde is voorzien een omgehaalde kant of een kraag; draadflenzen worden met behulp van schroefdraad op de pijpeinden geschroefd.

### Blindflens
Dit is een plaat met alleen boutgaten. Deze flens wordt gebruikt om een open pijpeinde af te sluiten.

### Steekflens

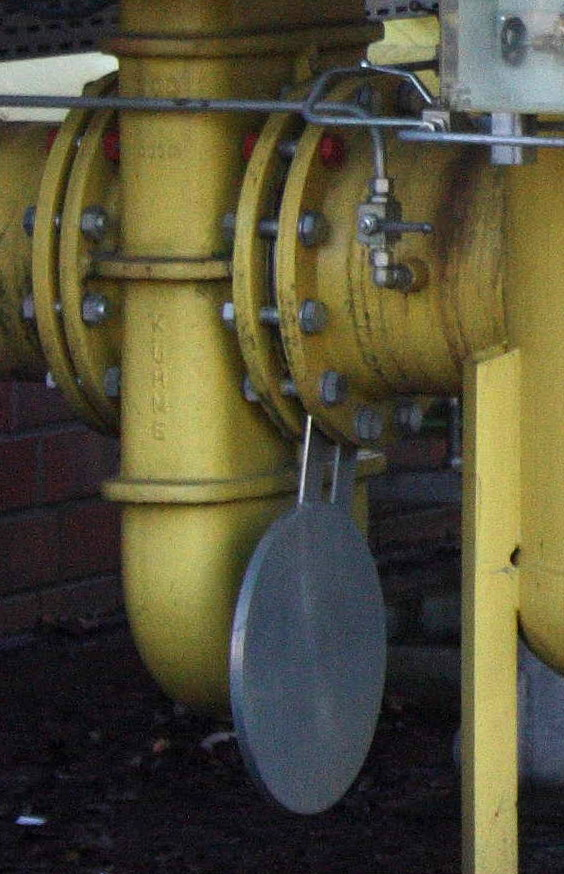
Gemonteerde brilflens

Een steekflens wordt gebruikt om een leiding die voorzien is van flenzen, tijdelijk volledig af te sluiten, het zogenaamde afsteken. Hierdoor is het mogelijk om op een veilige manier (onderhouds)werkzaamheden te verrichten. Toepassing van steekflenzen vindt plaats naast eventueel aanwezige afsluiters. Het sluiten van alleen de afsluiters is onvoldoende, deze kunnen nu eenmaal lekken.
De steekflens bestaat uit een ronde schijf waarvan de diameter gelijk is aan de middellijn tussen de boutgaten van de pijpflenzen (pakkingmaat). Hij wordt (met aan iedere kant één pakking) tussen de flenzen gemonteerd, hierdoor wordt de leiding gescheiden en is doorstroming van het gas of vloeistof onmogelijk geworden. Steekflenzen zijn  voorzien van een lip waarop de leidingdiameter en drukklasse staat vermeld. Bij een geplaatste steekflens steekt deze lip buiten de flenzen uit. Hierdoor is hij goed zichtbaar, zodat deze na beëindiging van de werkzaamheden niet vergeten kan worden.
Steekflenzen zijn genormaliseerd dat wil zoveel zeggen als dat de maatvoering vastgelegd is in een norm. In Europa zijn de meest gebruikte normen de DIN 1092-1 en de ASME B 16.48 norm. De norm dikte van een steekflens is berekend volgens 1,5 x de maximale leidingdruk is gelijk aan de testdruk. Daarnaast bestaan er ook dunnere steekflenzen voor het drukloos afblinden van leidingen. De zogenaamde veiligstel stekers.

### Brilflens

De vorm van een brilflens

Het komt regelmatig voor dat een steekflens steeds op dezelfde plaats moet worden aangebracht, in dat geval past men bij voorkeur een zogenoemde brilflens toe. De ene kant hiervan is gesloten en bestaat uit een ronde schijf, de andere kant is open en bestaat uit een ring. Na afloop van de werkzaamheden wordt hij gedraaid, de open kant wordt hierbij tussen de flenzen gemonteerd. Toepassing van brilflenzen heeft als voordeel dat altijd direct het juiste type voorhanden is. 